# Kazimierz Lipień
Kazimierz Lipień   (Jaczków, 6 de febrer de 1949 - Nova York, 12 de novembre de 2005) fou un lluitador polonès, especialista en lluita grecoromana, que va competir durant la dècada de 1970. Era germà bessó del també lluitador Józef Lipień.
El 1972 va prendre part en els Jocs Olímpics d'Estiu de Munic, on guanyà la medalla de bronze en la competició del pes ploma del programa de lluita grecoromana. Quatre anys més tard, als Jocs de Montreal, guanyà la medalla d'or en la mateixa competició. El 1980, a Moscou, fou sisè en la categoria del pes ploma, en què foren els seus tercers i darrers Jocs Olímpics.
En el seu palmarès també destaquen sis medalles al Campionat del món, dues d'or i quatre de plata, entre les edicions de 1971 i 1978; així com sis medalles més al Campionat d'Europa de lluita, tres d'or, dues de plata i una de bronze, entre el 1972 i 1979. El 1981 es va traslladar a Suècia, on va guanyar tres títols nacionals i va formar lluitadors en diversos clubs durant deu anys. El 1991 va tornar a Polònia i va dirigir l'equip nacional de lluita lliure juvenil. Va morir als Estats Units.